# Битка при Калиманци
 Тази статия е за битката от Междусъюзническата война.  За битката на ВМРО вижте Битка при Калиманци (1924).  
Битката при Калиманци се води край едноименното винишко село между български и сръбски войски на 4 – 11 юли (17 – 24 юли по нов стил) 1913 г., по време на Втората балканска война. В тази битка Четвърта българска армия успява да спре настъплението на сърбите и възпрепятства съединяването им с гръцките войски в долината на Струма.

## Предходни събития. Разположение на силите
След неуспеха си в Брегалнишката битка българската Четвърта армия преминава към отбрана. Командването ѝ е сменено: на мястото на генерал Стилиян Ковачев, който настоява за незабавно прекратяване на бойните действия, е назначен генерал Вичо Диков. В края на юни дясното крило на армията (Осма пехотна тунджанска дивизия) заема връх Ждрапаница и гребена Сива кобила по югоизточното било на Осоговската планина. В центъра, в района на Калиманци и Гърляни, се разполага Седма пехотна рилска дивизия, усилена с 2-ра бригада от Четвърта пехотна преславска дивизия (2/4 бригада), Македоно-одринското опълчение (МОО) и 24-ти пехотен полк. Зад нея, около Драмче, остава голяма част от Втора пехотна тракийска дивизия, а също и по-голямата част от артилерията. На юг българската отбрана следва гребена на планината Голак, заета от 3-та бригада от Втора пехотна дивизия (3/2 бригада). Крайният ляв фланг (1-ва бригада от Трета пехотна балканска дивизия) се проточва по горното течение на Брегалница до колибите Будинарци. На фронта срещу гърците, в района на Пехчево, отбранителната линия образува дъга на североизток.
В доклад до правителството на 1 юли помощник-главнокомандващият Радко Димитриев констатира, че вследствие на боевете дотогава Четвърта армия е „силно разстроена“ и е „едва в състояние да води отбранителна война“. Недостигът на снаряди принуждава командването да разпореди ограничаване на артилерийската стрелба в разгара на последвалата битка.
По същото време сръбското главно командване отслабва значително войските си, действащи срещу Четвърта армия. Под въздействие на успешното настъпление на Пета българска армия по криворечкото направление, войвода Радомир Путник прехвърля две дивизии от фронта на Брегалница на север. Така най-силното сръбско съединение – Първа армия (общо четири пехотни дивизии), се струпва към Страцин и Крива паланка. На Брегалница остава сръбската Трета армия в състав от четири пехотни и една конна дивизия. На предна линия са Моравската дивизия I призив, Моравската дивизия II призив, Черногорската дивизия и Конната дивизия. В резерв край Кочани остава Тимошката дивизия II призив, преустроена след разгрома в Криволашкия бой.

## Общ развой на битката
Сръбско-черногорските войски започват настъпление на 4 юли, като се разгръщат на широк фронт. На север Черногорската дивизия преминава брегалнишкия приток Каменица, на юг Моравската (I) прекосява река Драгобраща, а Моравската (II) дивизия напредва в центъра, към Калиманската позиция. До края на този ден предните български постове се оттеглят с незначителни загуби към главните позиции. Крайните флангове на Четвърта армия не влизат в бой.
На 5 юли сръбските войски атакуват в центъра, но последователните им опити да си пробият път към Царево село и Горна Джумая са разбити в боевете при Баня чука и Гърляни. По същото време дясното крило на българите се спуска по осоговските склонове, форсира река Каменица, нанасяйки поражения на Черногорската дивизия и на придошлите сръбски подкрепления в боевете при Говедарник (5 – 9 юли). По-нататъшното настъпление на българите е парализирано от значителните загуби и действията на гръцките войски. На 6 и 7 юли последните изтласкват частите на Втора българска армия от района на Пехчево и захождат в тила на Четвърта армия от юг. Гръцкият пробив е спрян на 8 юли в подножието на Беяз тепе от резервната 2-ра пехотна дивизия.

## Локално развитие на бойните действия

### Боеве за Баня чука и Гърляни
На 5 юли Моравската (II) дивизия, подкрепена от една черногорска бригада, щурмува позициите на 2/4 бригада на връх Баня чука, който доминира над Калиманското плато и пътя за Царево село (Делчево). Атаката е отблъсната с щиков удар. Черногорските войски отстъпват в безредие през Брегалница. Онези от тях, които са останали на десния бряг на реката, са атакувани и разбити от МОО край село Соборище. Неуспехът при Баня чука отказва сърбите от по-нататъшно настъпление към Царево село. Те продължават артилерийския обстрел срещу българската отбрана, но спират пехотните атаки и се окопават на достигнатите позиции.
Едновременно с атаката срещу Баня чука, Моравската (I) дивизия атакува откъм Драгобраща левия фланг на Рилската дивизия при Гърляни, но е отбита. Под сръбския натиск някои части от 3/2 бригада отстъпват от позициите си на планината Голак, но си ги връщат на следващия ден (6 юли). Боевете на Гърлянската позиция се разрастват на 6 юли. Общите усилия на моравските дивизии I и II призив да пробият отбраната на Рилската дивизия не водят до решителен успех на сърбите. Повторният опит на 10 и 11 юли също не сполучва.

### Действия на дясното българско крило
На 6 юли Македоно-одринското опълчение и Осма пехотна дивизия прекосяват река Каменица, разбиват черногорските сили и завземат връх Говедарник (Голям Говедарник) и хълмовете над Дулица. Тежките загуби не само в обикновени войници, но и сред офицерския състав, намаляват значително способността на МОО за по-нататъшно настъпление. Настъплението на десния фланг на Четвърта армия е спряно на 7 юли, тъй като по същото време левият фланг е обходен от гърците при Пехчево и командването е принудено да прехвърли резервите си нататък.
Опасявайки се от по-дълбок пробив в междината на своите Първа и Трета армия, сръбското главно командване насочва към Говедарник не само резерва на Трета армия – Тимошката (II) дивизия, но и части от дислоцираната край Крива паланка Дринска (I) дивизия – два пехотни полка и един артилерийски дивизион. Тези сили щурмуват върха на 8 и 9 юли. Атаката през първия ден е проведена без достатъчна артилейска подготовка от сръбска страна и е отбита. На втория ден върхът е атакуван повторно, този път след продължителен и интензивен обстрел от седем батареи. Сръбската пехота достига българските позиции и поддържащата я артилерия пренася огъня си в съседен участък. В този момент българите (10-и и 12-и пехотен полк и 1-ва бригада от МОО) контраатакуват фронтално и във фланг. Отблъснати и преследвани, сърбите дават 3000 убити и ранени (само от Дринската дивизия 2200 души)

### Гръцко настъпление при Пехчево
Сръбската офанзива към Царево село от 4 юли е съгласувана с действията на гръцката армия по поречието на Струма към Горна Джумая. Българските войски при Пехчево стоят между съюзническите армии и заплашват с контраудар както сърбите, така и гърците. За да елиминират тази заплаха, сръбският и гръцкият генерален щаб се договарят да обединят силите си в този район.
На 5 юли 3-та гръцка дивизия настъпва от Струмица към Пехчево, а 10-а гръцка дивизия достига Берово. В боя на линията Будинарци – връх Джама на 6 юли деснофланговите части на Втора българска армия (2-ра бригада от Шеста пехотна бдинска дивизия) са разбити от гърците и отстъпват към Панчарево. В резултат на това южният фланг на Четвърта армия (1/3 бригада) е изложен на риск от обкръжение. Затова бригадата отстъпва от Будинарци на север, към Трабатовище. По заповед на генерал Диков, на следващия ден (7 юли) бригадата се връща на отстъпените позиции, изтласква с бой сърбите от кота 1300 (на Голак планина) и помага на Шеста дивизия в безуспешния опит да си възвърне позициите на масива Беяз тепе и върховете Занога и Кавица.
За да неутрализира заплахата от гърците и да предотврати обединяването им със сърбите, генерал Диков прехвърля от Драмче на юг резервната си 2-ра бригада от 2-ра дивизия. На 8 юли гърците настъпват от Беяз тепе и разбиват 51-ви пехотен полк, но при Трабатовище са спрени от българските подкрепления, дошли от север.

## Последствия
След стабилизирането на фронта срещу сърбите българското командване струпва значителни сили под Беяз тепе. Оттук на 14 юли то започва Кресненската операция за обкръжаване на гръцката армия, проникнала до Горна Джумая. В резултат на неуспеха си при Калиманци, Сърбия не успява да окаже ефективна помощ на своя съюзник и това принуждава гърците да се откажат от замисления поход към София. В хода на сраженията в Македония българските армии (в т. ч. и 4-та) губят настъпателната си способност, поради физическо изтощение, подсилено от холерна епидемия и недостиг на прехрана. Вследствие на тези обстоятелства на 18 юли воюващите страни сключват примирие.